# Dávid Mihály (súlylökő)
Dávid Mihály, Dávid Mihály András (Sebespurkerec, 1886. július 31. – Budapest, Józsefváros, 1945. április 3.) magyar atléta, súlylökő. Polgári foglalkozása orvos, miniszteri osztálytanácsos.

## Pályafutása
Dávid Mihály és Morresz (Moress) Karolina fiaként született.
1905-1908 között a Budapesti EAC (BEAC), majd a Budapesti Budai Torna Egylet (BBTE) sportolójaként vett részt a versenyeken. Korabeli megemlékezés szerint minden idők leghatalmasabb alakú atlétája volt. Művelt sportágai: súlylökő, diszkosz-, kalapács-, és gerelyvető, valamint füleslabdajátékos.
Az 1906-os magyar atlétikai bajnokságon súlylökésben aranyérmes (12,49 m) lett. Legjobb eredménye súlylökésben 12,68 m volt 1907-ben.
1906. évi nyári olimpiai játékok atlétikai sportágában, a súlylökő versenyszámában 2. helyezést ért (11,83 m) és ezüstérmes lett. Elindult a diszkoszvetés, az antik stílusú diszkoszvetés, valamint a gerelyhajítás versenyszámokba is, de nem tudott érdemleges helyezést elérni.
Versenyein közel 100 díjat nyert. A magyar és osztrák bajnokságokon kívül német rekordokat is döntött.
1925. május 16-án Budapesten feleségül vette a nála 16 évvel fiatalabb Princz (1934-től Szentirmai) Gabriella Valériát. Halálát agyvérzés okozta.

## Külső hivatkozások
- Dávid Mihály. wikidata.org. (Hozzáférés: 2015. szeptember 7.)